# Luchthaven Rundu
Luchthaven Rundu is een publieke luchthaven op 6,5 km afstand van Rundu, de hoofdstad van de regio Kavango in het uiterste noorden van Namibië.
De luchthaven heeft twee startbanen, maar sinds mei 2012 is één baan (de kleinste) onbruikbaar.
Air Namibia vliegt 4 keer per week van deze luchthaven naar vliegveld Windhoek Eros.